# Dyenmonus
Dyenmonus is een kevergeslacht uit de familie van de boktorren (Cerambycidae). De wetenschappelijke naam van het geslacht werd voor het eerst geldig gepubliceerd in 1868 door Thomson.

## Soorten
Dyenmonus omvat de volgende soorten:
- Dyenmonus angolanus Breuning, 1956
- Dyenmonus confusus Aurivillius, 1908
- Dyenmonus nigriceps Breuning, 1954
- Dyenmonus cristipennis Breuning, 1950
- Dyenmonus cylindricus (Jordan, 1894)
- Dyenmonus cylindroides Breuning, 1956
- Dyenmonus bimaculicollis Breuning, 1956
- Dyenmonus fissilis Aurivillius, 1913
- Dyenmonus nigrifrons Aurivillius, 1914
- Dyenmonus trivittatus Aurivillius, 1914
- Dyenmonus nuptus Thomson, 1868